# Гражданская библиотека Вероны
Гражданская библиотека Вероны (итал. Biblioteca civica di Verona) — одна из главных библиотек города Верона (Италия), занимает одно из первых мест топ-списка подобных заведений по количеству и качеству редкого, рукописного и книжного наследия.
Учреждена в 1792 году, но была открыта для публики через десять лет, в 1802 году. В 1868 году количество книг достигло 60 000 томов, что привело к расширению библиотеки и объединению с архивом.
4 января 1945 года воздушным налётом союзников самое большое здание в комплексе было полностью разрушено, за исключением колокольни. Это привело к серьёзным потерям книжного наследия, хотя рукописи и инкунабулы были сохранены.
Современное здание было построено по проекту Пьера Луиджи Нерви и открылось 2 июня 1980 года.

## Галерея

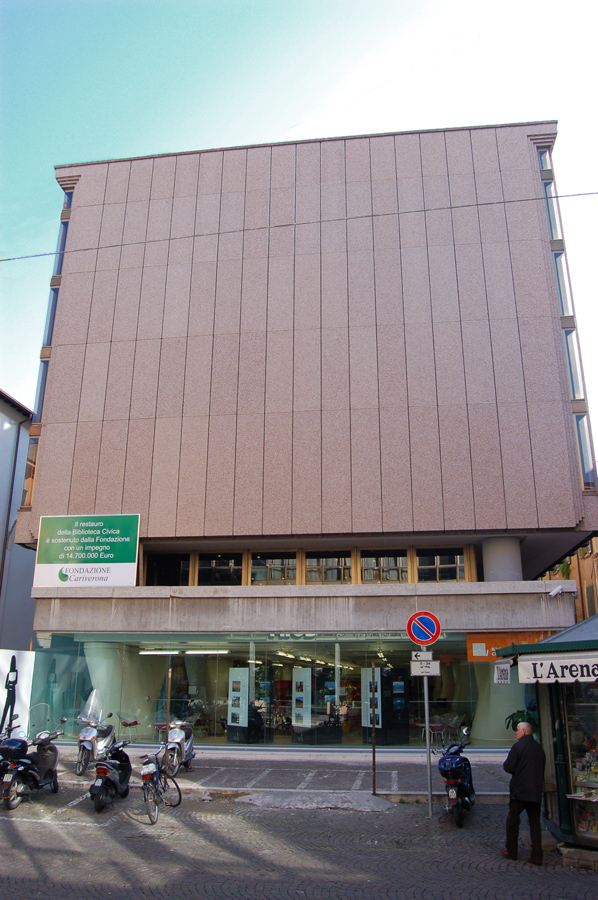
Здание библиотеки по проекту Пьера Луиджи Нерви
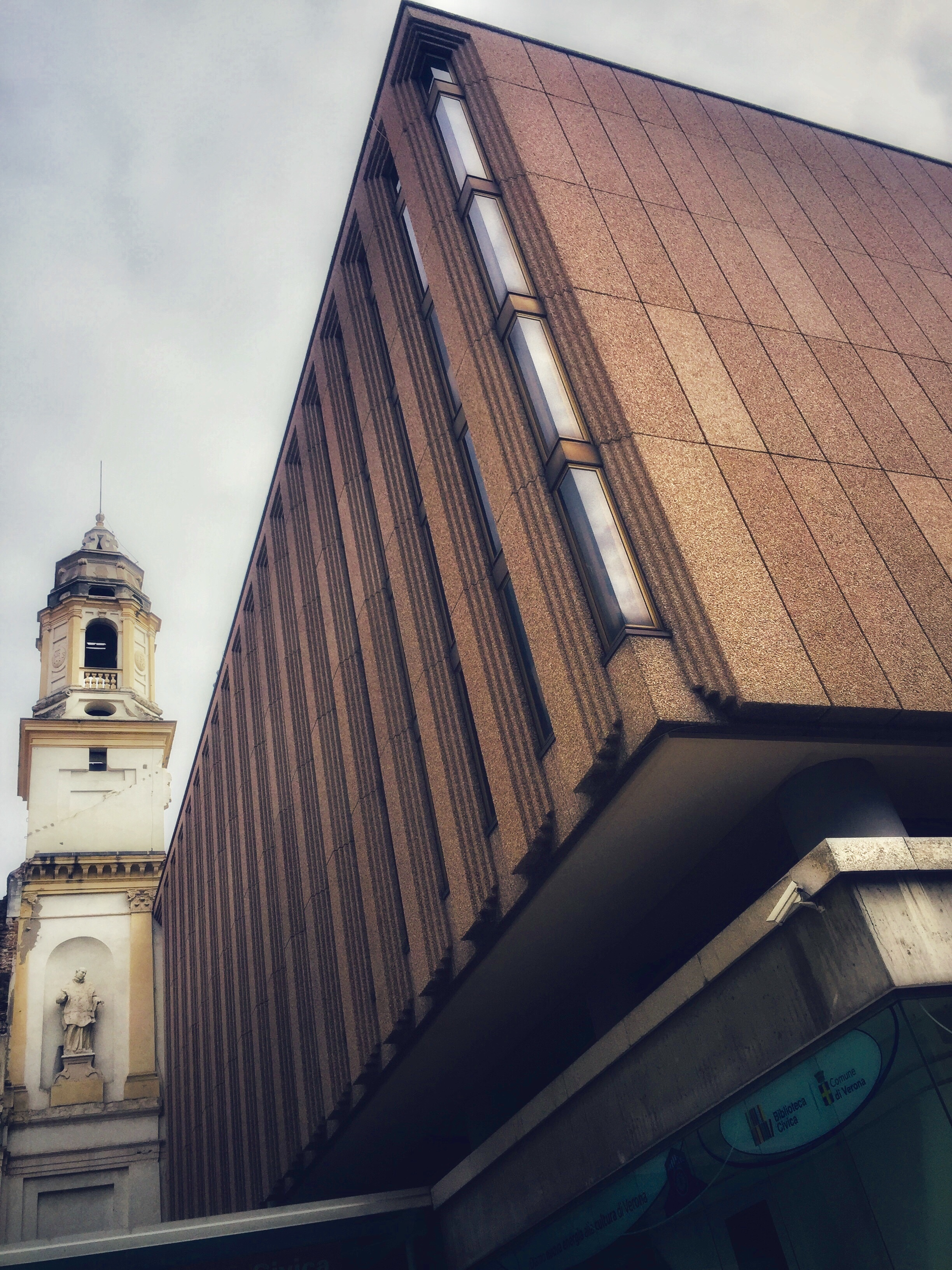
Современное здание библиотеки по проекту Пьера Луиджи Нерви
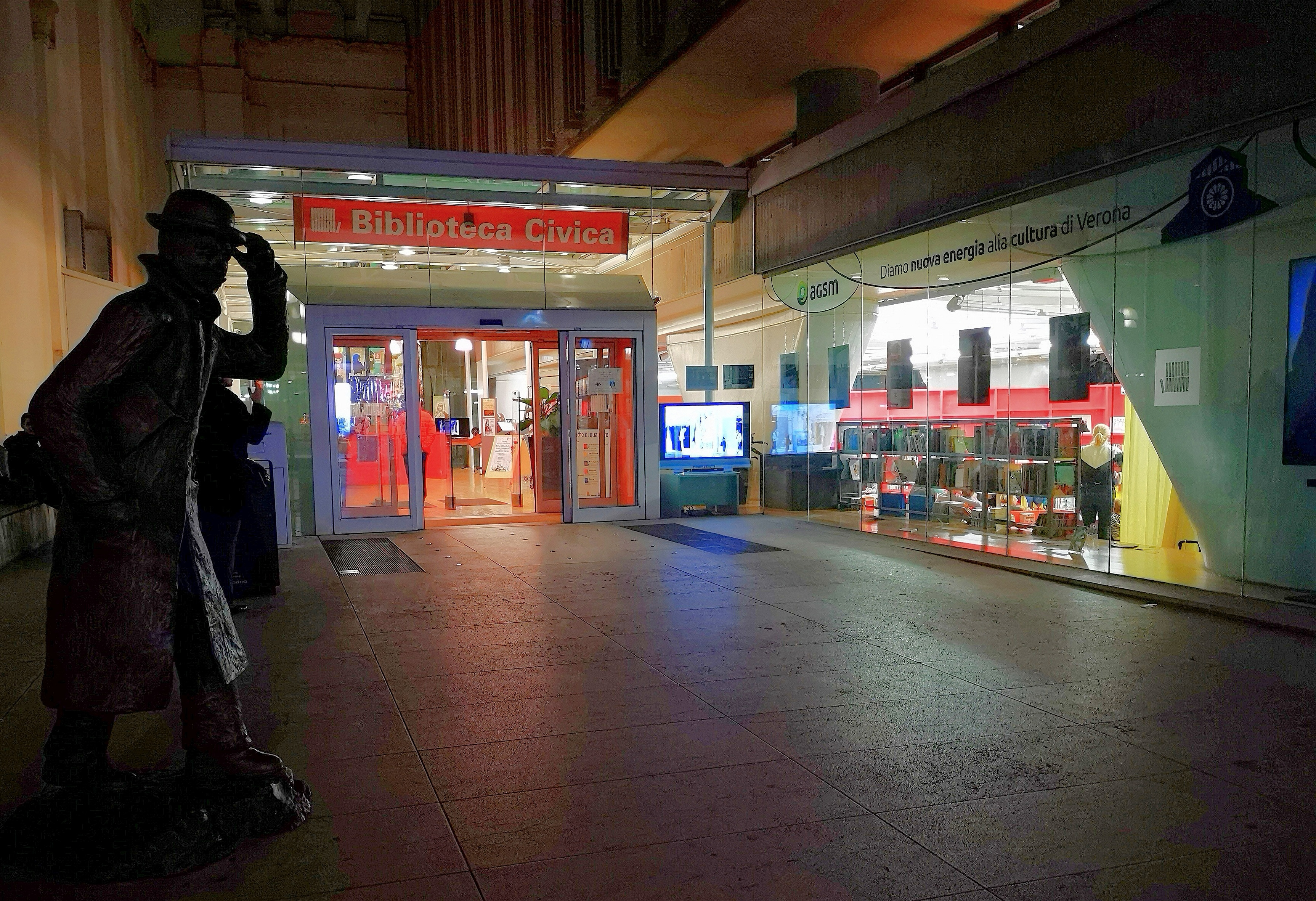
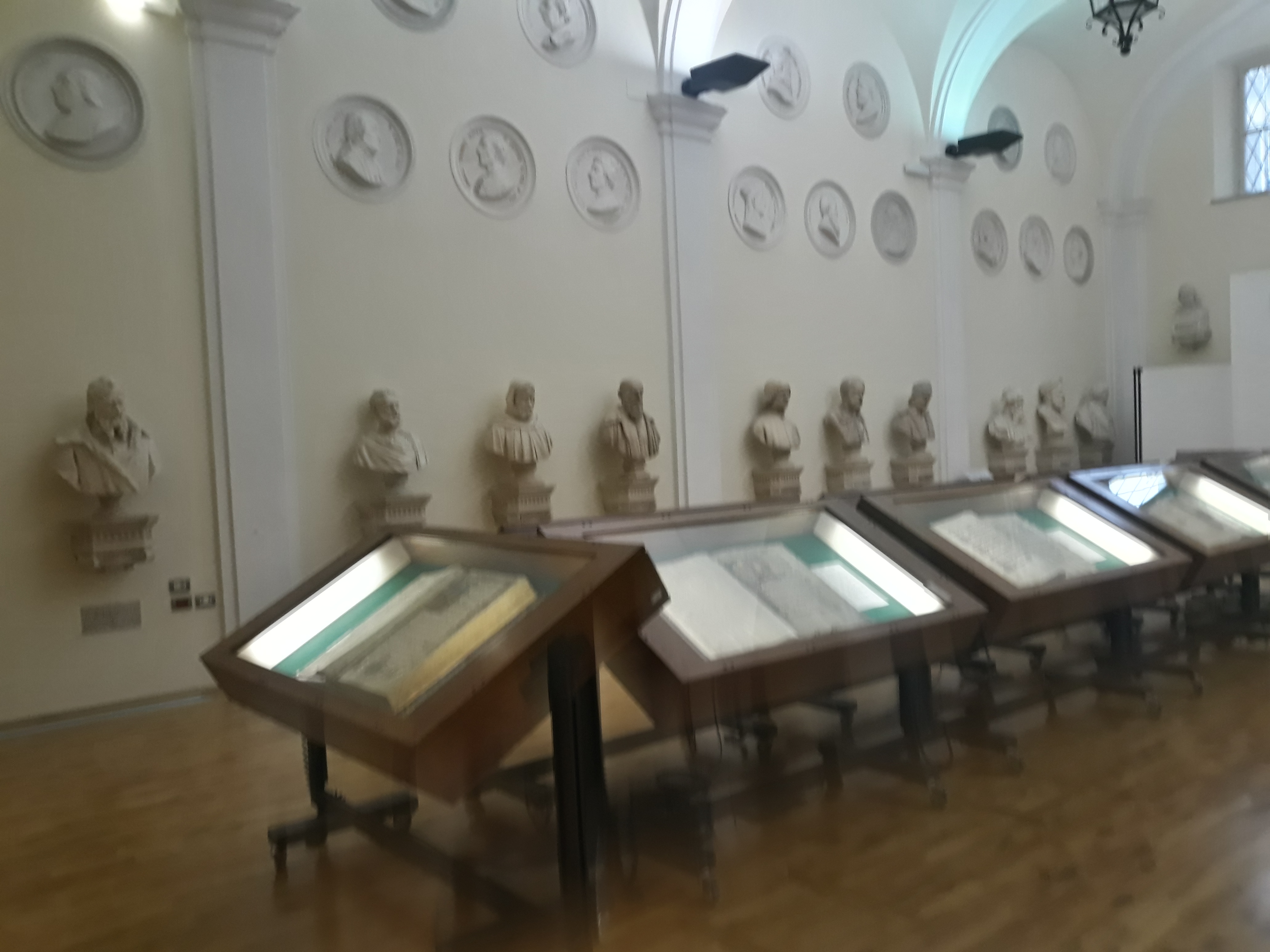